# 索伯马石油工程
索伯马石油工程有限公司（英語：是一家由索伯車隊（60％）和馬來西亞國家石油（40％）共同拥有並于1996年成立的瑞士赛车制造商。 公司成立的目前是为了向索伯F1車隊供应发动机。与此同时，公司亦开始为马来西亚国家汽车公司寶騰從事量產汽車發動機的設計工作。 公司还帮助开发了马石油GP1等賽車摩托車。
前本田和法拉利工程師後藤修（Osamu Goto）負責動力總成部門，當中包括一級方程式发动机項目。
1998年，馬來西亞國家石油委託索伯马石油工程的動力總成部門設計他們自己的第一台商用汽車發動機，马石油马石油发动机。
2005年賽季後，索伯車隊被BMW收購，正式結束與法拉利的合作。